# Beata octopunctata
Beata octopunctata är en spindelart som först beskrevs av Peckham, Peckham 1893.  Beata octopunctata ingår i släktet Beata och familjen hoppspindlar. Inga underarter finns listade.